# USS Marcus Island (CVE-77)
Авіаносець «Маркус Айленд» (англ. USS Marcus Island (CVE-77)) — ескортний авіаносець США часів Другої світової війни, типу «Касабланка».

## Історія створення
Авіаносець «Маркус Айленд» був закладений 15 вересня 1943 року на верфі Kaiser Shipyards у Ванкувері під ім'ям «Kanalku Вау», але 6 листопада 1943 року перейменований на «Маркус Айленд». Спущений на воду 16 грудня 1943 року, вступив у стрій 26 січня 1944 року.

## Історія служби
Після вступу в стрій авіаносець «Маркус Айленд» брав участь в десантних операціях на Західні Каролінські острови (вересень 1944 року), у битві в затоці Лейте, в десантах на о. Лейте (жовтень-грудень 1944 року).
15 грудня 1944 року авіаносець був легко пошкоджений камікадзе.
Після ремонту брав участь в десантній операції в затоці Лінгаєн (о. Лусон, січень 1945 року) та на Окінаву (квітень-червень 1945 року).
Після закінчення бойових дій корабель перевозив американських солдатів та моряків на батьківщину (операція «Magic Carpet»).
12 грудня 1946 року авіаносець «Маркус Айленд» був виведений в резерв.
12 червня 1955 року він був перекласифікований в ескортний вертольотоносець CVHE-77. 7 травня 1959 року корабель був перекласифікований в допоміжний авіатранспорт AKV-27.
29 лютого 1960 року «Маркус Айленд» був виключений зі списків флоту і зданий на злам.